# Carl Dietrich Stach von Goltzheim
Carl Dietrich Stach von Goltzheim (* 1732; † 23. Januar 1796 in Culm) war ein preußischer Leutnant, Kriegs- und Domänenrat und Landrat.

## Herkunft

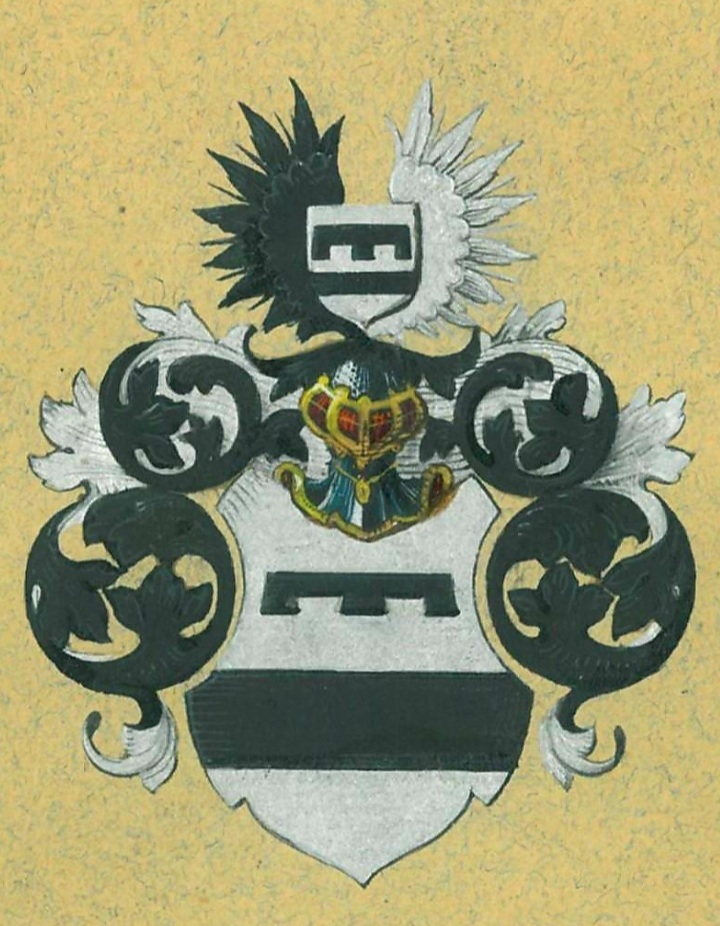
Wappen der Stach von Goltzheim

Carl Dietrich Stach von Goltzheim entstammte einem alten, im 18. Jahrhundert noch reich begüterten adeligen Geschlecht in der Provinz Ostpreußen und war der Sohn von David Casimir Stach von Goltzheim (1707–1753), Erbherr auf Klein Siewken, und dessen Ehefrau (⚭ 1726) Anna Helena (* 1707–1753), geb. von Jaschinski.

## Leben
Ab 1748 studierte er zunächst Wissenschaften an der Albertina in Königsberg, bevor er um 1750 in das preußische Heer eintrat. Im Dragoner-Regiment Alt-Platen stieg er bis zum Rang eines Leutnants auf. Um 1763 wurde er von seinem Dienst beim Militär verabschiedet. Im Anschluss war er als Landrat im Department der Kriegs- und Domänenkammer Gumbinnen tätig. Seit 1765 saß er auf Biestern im Amt Lötzen. 1767 wurde er zum Nachfolger von Friedrich Eduard von Proeck als Landrat des Kreises Seehesten mit Sitz in Angerburg ernannt. Die weiteren Hauptämter denen er vorstand, waren Angerburg, Lötzen und Rhein. Nachdem er am 13. November 1772 die Beförderung zum  Kriegs- und Domänenrat erhalten hatte, wurde er nach Marienwerder versetzt. 

## Persönliches
Carl Dietrich Stach von Goltzheim war Erbherr auf Biestern und Wielkolski. Er war in erster Ehe mit Louise Friederike († 6. September 1758), geb. von Hülsen, verheiratet. In zweiter Ehe vermählte er sich mit Dorothea Helena, geb. von Kemphen. Die Kinder aus dieser Ehe waren, Henriette, Johann (* 1763), Karl (* 1765) und Wilhelmine Christiane (1769–1851).